# Piaggio P.180 Avanti
El Piaggio P.180 Avanti es un transporte ejecutivo biturbohélice producido por Piaggio Aero. Puede albergar hasta nueve pasajeros en una cabina presurizada, y puede ser pilotado por uno o dos pilotos.
El innovador diseño sitúa el ala principal encima y detrás del centro del techo con un estabilizador horizontal, que permite un flujo laminar del fuselaje y tiene motores en configuración propulsora.
El diseño del P.180 fue probado en túneles de viento en Italia y los Estados Unidos en 1980 y 1981. Se comenzó a colaborar con Learjet para desarrollar el avión en 1983 pero esta colaboración fue cancelada el 13 de enero de 1986, continuando Piaggio el desarrollo en solitario. El primer prototipo voló el 23 de septiembre de 1986. Las certificaciones estadounidense e italiana fueron otorgadas el 7 de marzo de 1990. La influencia de Learjet es visible en las dos "terminaciones en delta" montadas en la parte superior de la cola, que también se pueden ver en muchos Learjet; proporcionan una fuerza estática aerodinámica en caso de entrada en pérdida aerodinámica. Los doce primeros fuselajes fueron construidos en Wichita, por H & H Parts and Plessey Midwest, volando posteriormente a Italia para su ensamblaje final. Avanti Aviation Wichita se declaró en quiebra en 1994; el proyecto permaneció parado hasta que un grupo de inversores liderado por Piero Ferrari entraron en el programa en 1998. El centésimo avión fue entregado en octubre de 2005 y el 150.º en mayo de 2008.
Un mejorado Avanti II obtuvo el certificado europeo y estadounidense en noviembre de 2005. Seis meses más tarde, habían sido pedidas 70 unidades, incluyendo 36 para Avantair. El Avanti II cuenta con motores Pratt & Whitney Canada PT6 turbohélice y permite incrementar la velocidad en 18 km/h, con una mejora importante en eficiencia de combustible; un nuevo parabrisas que reduce la sensación de cabina atestada. Además cuenta con pantallas LCD en color para el TCAS (sistema de alerta de tráfico y evasión de colisión), el GPWS (sistema de alerta de proximidad con el suelo) y radar meteorológico en tiempo real.

## Configuración

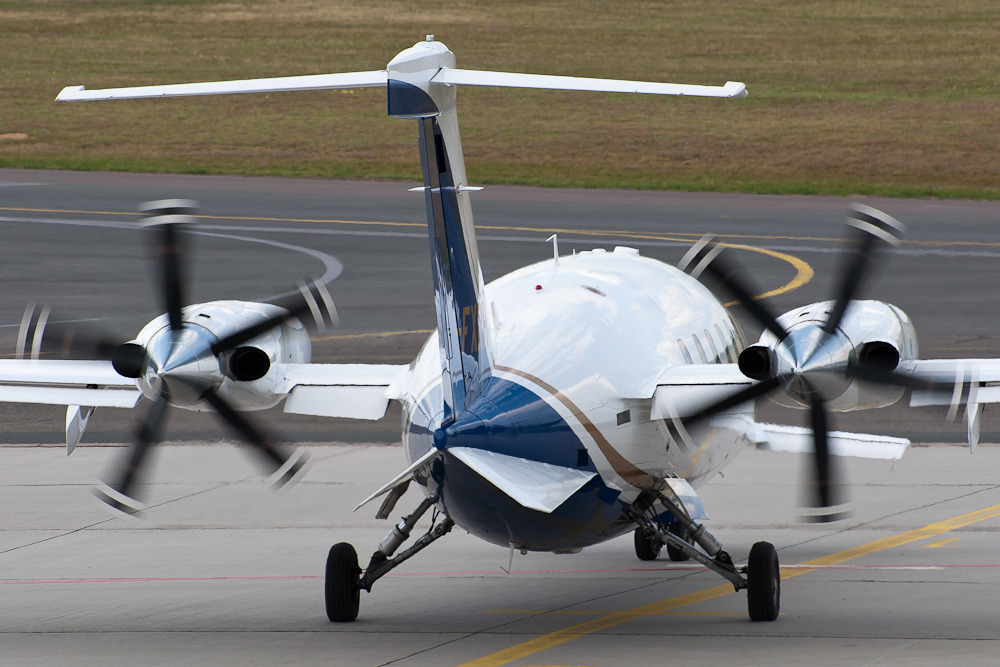
Vista trasera del Piaggio P.180 Avanti

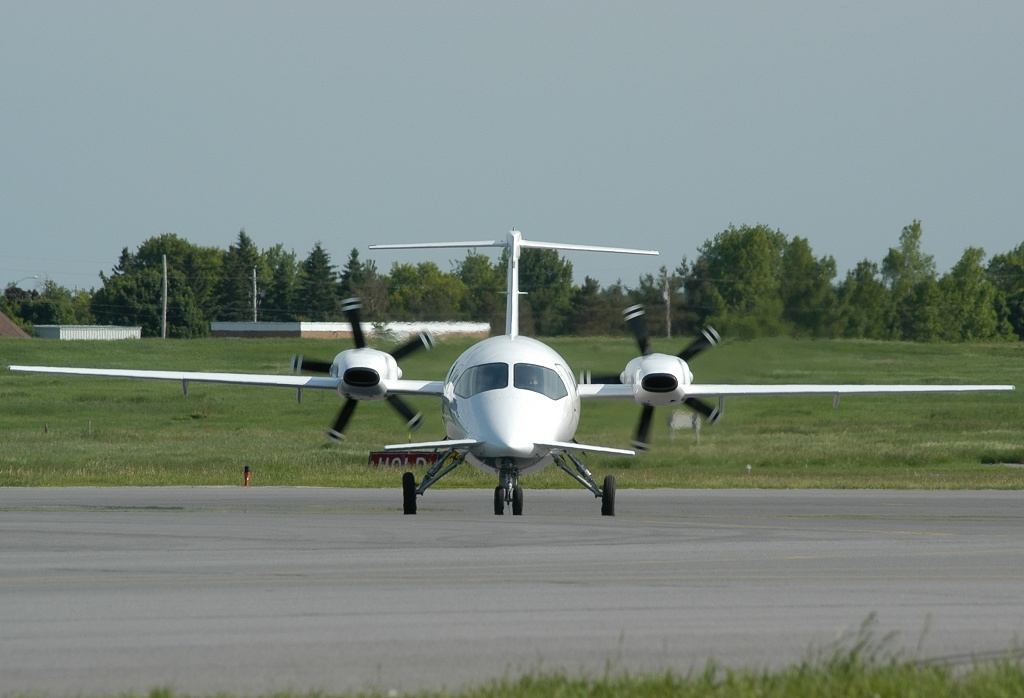
Tres superficies

Los motores turbohélice del Avanti se encuentran a mitad de fuselaje, centrados en el ala y detrás de la cabina. El diseño posee una cola en T, y alas delanteras sin aristas que proporcionan una mayor superficie de control. El diseño de superficie alar proporciona una mayor sustentación, al contrario que la configuración convencional, donde el estabilizador horizontal crea una fuerza descendente para contrarrestar el momento de "morro abajo" generado porque el centro de gravedad está por delante del centro de sustentación. 
El distintivo diseño de cabina incluye una sección de fuselaje no constante. Piaggio asegura que este diseño de fuselaje contribuye hasta en el 20% de la sustentación total del Avanti, mientras que el estabilizador horizontal y las alas proporcionan el 80% restante. Debido al inusual aspecto del fuselaje, la mitad de la cabina es considerablemente más ancha que la cabina de vuelo. El fuselaje ha sido diseñado por el Dr. Jerry Gregorek de la Universidad Estatal de Ohio para lograr reducir hasta en un 50% la resistencia de flujo laminar en crucero.
La compañía asegura que el diseño total del P.180 Avanti II permite que las alas sean un 34% más pequeñas que en los aviones convencionales y recorre 2 millas por kg de combustible. Esto es significativamente mejor que las 0,75-1,12 millas por kilo de combustible de los reactores pequeños similares.
El P.180 efectúa un característico sonido de onda cuadrada cuando sobrevuela a alguien, similar al del Beech Starship, debido al fin de ala y al sonido de escape del motor en posición de empuje.

## Variantes

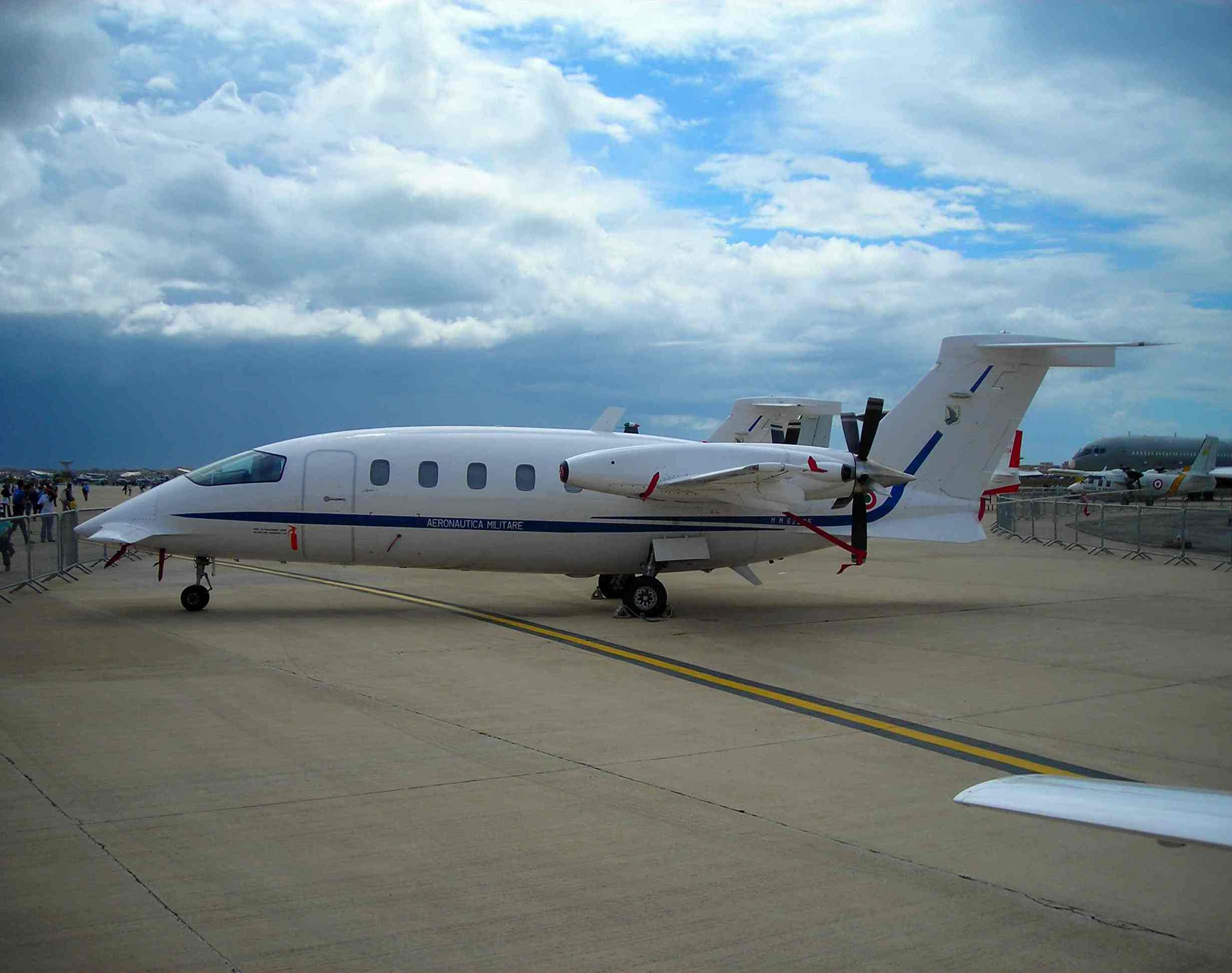
P.180 Avanti de la Aeronautica Militare.

P.180 Avanti
Primera versión en producción.
P.180 Avanti II
Versión mejorada: motores más potentes Pratt & Whitney Canada PT6, nuevo parabrisas de cabina de vuelo, avisador de colisión, alerta de proximidad a tierra y radar meteorológico gráfico en tiempo real.
P.180 M
P.180 Avanti en versión militar. Configuración combinada para transporte VIP y unidades ligeras. FLIR, SAR y sistemas de búsqueda.
P.180 RM
Radiocalibración.
P.180 AMB
Servicio de ambulancia.
P.180 APH
cartografía aérea.

## Operadores
Canadá
- Policía Montada de Canadá

 Alemania
- Execujet Aviation Group

 Indonesia
- Susi Air

 Italia

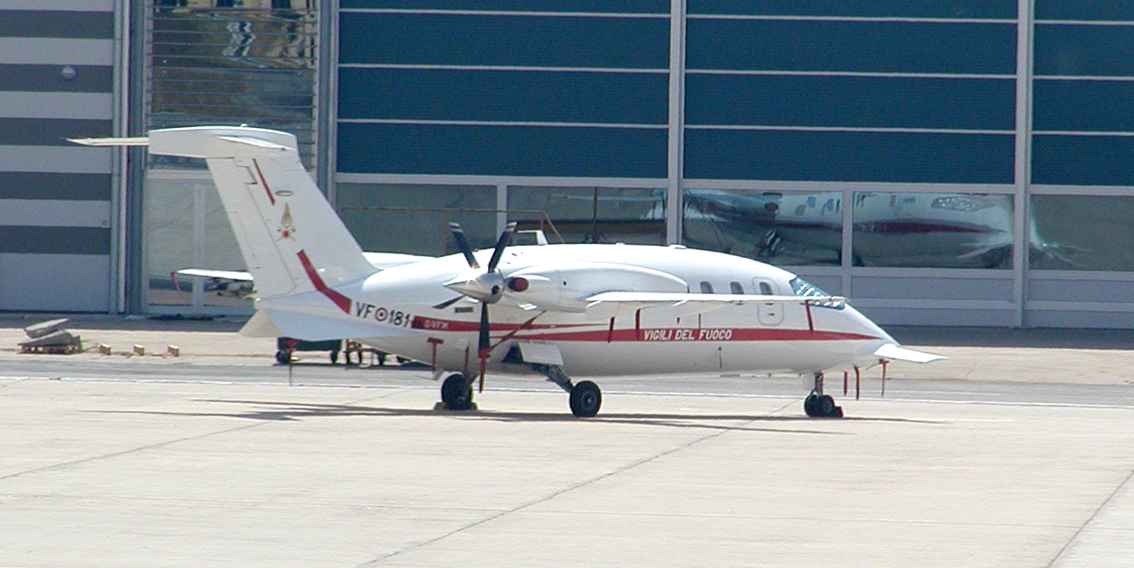
Avanti del Corpo Nazionale dei Vigili del Fuoco (bomberos italianos) en Roma-Ciampino

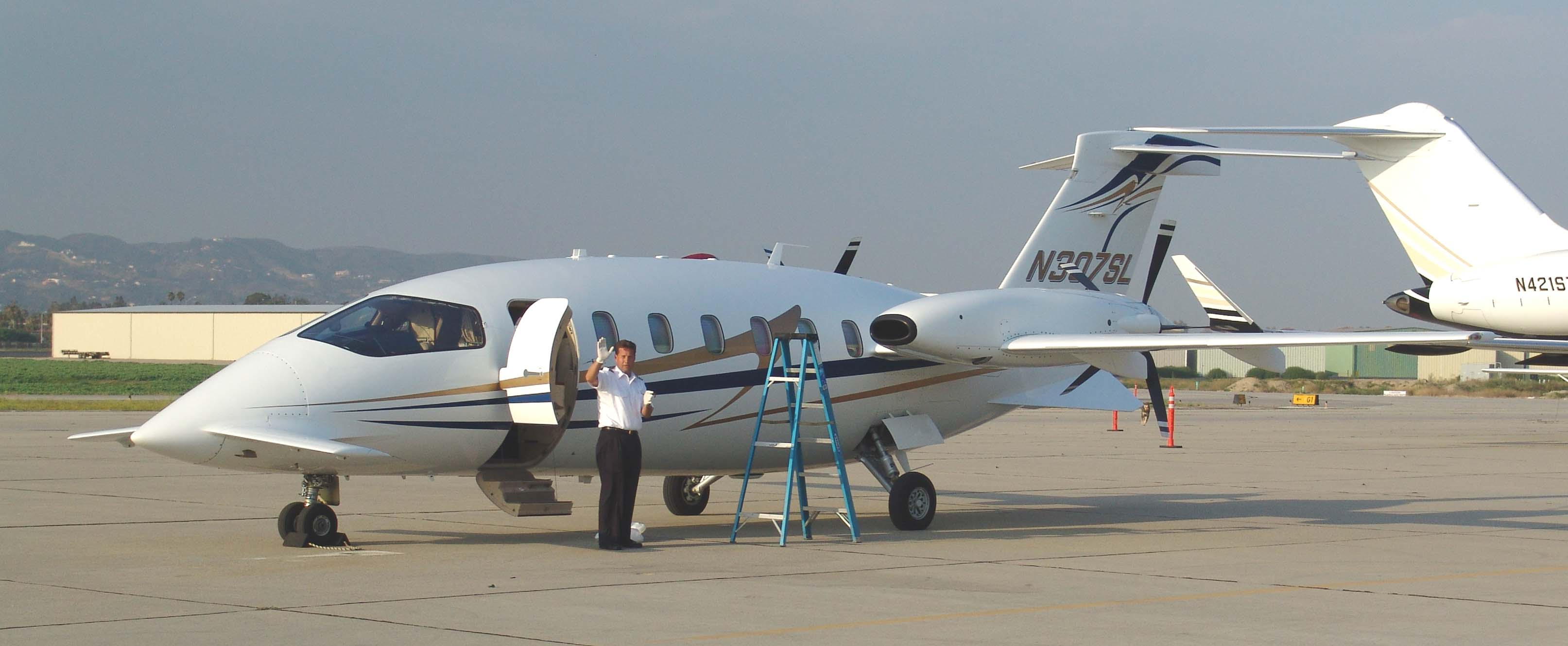
Avanti aparcado en plataforma

- Aeronautica Militare (Fuerza aérea italiana).
- Marina Militare (Armada italiana).
- Esercito Italiano (Ejército italiano).
- Corpo Forestale dello Stato (Departamento Forestal del Estado Italiano).
- Corpo Nazionale dei Vigili del Fuoco (bomberos italianos).
- Defensa Civil Italiana.
- Polizia di Stato.
- Carabinieri.
- Guardia di Finanza.

 Polonia
- Servicio de ambulancia.

 España
- Grupo Gestair

 Estados Unidos
- Avantair

 EAU
- Fuerza Aérea de los Emiratos Árabes Unidos; pidió dos aviones en el Paris Air Show de 2009.[5]

## Especificaciones (P.180 Avanti)

### Características generales
- Tripulación: 1 o 2 pilotos
- Capacidad: hasta 12 pasajeros.
- Carga: 907 kg (1999 lb)
- Longitud: 14,4 m (47,3 ft)
- Envergadura: 14 m (46 ft)
- Altura: 4 m (13 ft)
- Superficie alar: 16 m² (172,2 ft²)
- Peso vacío: 3400 kg (7493,6 lb)
- Peso útil: 1860 kg (4099,4 lb)
- Peso máximo al despegue: 5239 kg (11 546,8 lb)
- Planta motriz: 2× Turbohélice Pratt & Whitney Canada PT6A-66.
  - Potencia: 634 kW (874 HP; 862 CV) cada uno.
- Dimensiones de cabina:
  - Longitud: 4,45 m
  - Altura: 1,75 m
  - Anchura: 1,85 m

### Rendimiento
- Velocidad nunca excedida (Vne): 732 km/h (455 MPH; 395 kt)
- Velocidad crucero (Vc): 593 km/h (368 MPH; 320 kt) [6]
- Alcance: 2592 km (1400 nmi; 1611 mi)
- Alcance en combate: km
- Techo de vuelo: 12 497 m (41 000 ft)
- Régimen de ascenso: 15 m/s (2950 ft/min)
- Carga alar: 327 kg/m²
- Potencia/peso: 0,24 kW/kg

## Siniestros
El viernes 21 de octubre de 2022, cerca de las 18:00, desaparece de los radares, una de estas naves con matrícula D-IRSG, 25 km al norte de Puerto Limón, Costa Rica, cuando cubría la ruta del Aeropuerto Internacional de Palenque, en Palenque, México al Aeropuerto Internacional de Limón, en Limón, Costa Rica. A bordo viajaban 5 personas (incluyendo el piloto). Uno de los pasajeros, era el millonario alemán Rainer Schaller, quien se encontraba en un viaje de vacaciones con su familia, al momento de la tragedia. El siniestro está en investigación en curso, por parte de la Dirección General de Aviación Civil de Costa Rica.